# Zwartwangzanger
De zwartwangzanger (Basileuterus melanogenys) is een zangvogel uit de familie Parulidae (Amerikaanse zangers).

## Verspreiding en leefgebied
Deze soort telt 3 ondersoorten:
- B. m. melanogenys: centraal en zuidelijk Costa Rica.
- B. m. eximius: Chiriquí (westelijk Panama).
- B. m. bensoni: Veraguas (westelijk Panama).